# Andrés Novales
Andrés Novales (c. 1800-2 de junio de 1823) fue un capitán hispanofilipino del ejército colonial español en la Capitanía General de Filipinas, recordado por autoproclamarse emperador de las islas Filipinas.
Su malestar por el trato a los soldados criollos hispanofilipinos lo llevó a iniciar una revuelta en 1823 que inspiró incluso a personajes como José Rizal. Capturó con éxito Intramuros y sus seguidores lo proclamaron emperador de Filipinas. Sin embargo, fue derrotado en el día por refuerzos españoles de Pampanga.

## Primeros años y carrera
El padre de Novales era capitán del ejército español. Según el autor filipino Nick Joaquín, era un criollo filipino de ascendencia mexicana, mientras que su madre nació en una familia prominente de Filipinas. Se convirtió en cadete a la edad de nueve años y en teniente a los catorce. Cuando se enteró de una guerra existente entre España y Francia, buscó el consentimiento de su oficial superior para ir a Madrid. A pesar de haber sido degradado a soldado voluntario sin rango después de llegar a España, regresó a Filipinas con el rango de capitán. Su celo por el servicio no había disminuido, lo que le valió la envidia y la ira de otros militares, algo que el gobernador general Juan Antonio Martínez usó más tarde contra Novales.

## Revuelta de Novales
El malestar de Novales con la forma en que las autoridades españolas trataban a los criollos creció más tarde, alcanzando su clímax cuando los peninsulares fueron enviados a Filipinas para reemplazar a los oficiales criollos. Encontró la simpatía de muchos criollos, incluido Luis Rodríguez Varela ("El Conde Filipino"), así como de oficiales hispanoamericanos degradados en el ejército español. "Los oficiales del ejército de Filipinas estaban compuestos casi en su totalidad por estadounidenses", observó el historiador español José Montero y Vidal. "Recibieron con gran disgusto la llegada de oficiales peninsulares como refuerzos, en parte porque supusieron que serían apartados en los ascensos y en parte por antagonismos raciales". Como castigo por esta disidencia, muchos militares y funcionarios públicos fueron exiliados, incluido Novales, quien fue exiliado a Mindanao para luchar contra los piratas. Sin inmutarse, regresó en secreto a Manila.
En la noche del 1 de junio de 1823, Novales, junto con cierto subteniente Ruiz y otros subordinados en el Regimiento del Rey, así como ex oficiales de la América española descontentos, compuestos en su mayoría por novohispanos con una pizca de criollos y mestizos de Nueva Granada (Colombia), Venezuela, Perú, Chile, Río de la Plata (Argentina) y Costa Rica salieron a iniciar una revuelta. Junto con 800 filipinos que reclutaron sus sargentos, se apoderaron del Palacio del Gobernador General, la Catedral de Manila, el cabildo de la ciudad (ayuntamiento) y otros edificios gubernamentales importantes en Intramuros.
Al no poder encontrar al gobernador general, mataron al vicegobernador y exgobernador general Mariano Fernández de Folgueras. Folgueras fue quien sugirió reemplazar a los oficiales criollos por peninsulares. Los soldados gritaron ¡Viva el Emperador Novales! ("¡Larga vida al emperador Novales!") Sorprendentemente, la gente del pueblo siguió a Novales y sus tropas mientras marchaban hacia Manila. Eventualmente no pudieron apoderarse del Fuerte Santiago porque el hermano de Andrés, Mariano, quien comandaba la ciudadela, se negó a abrir sus puertas. Las autoridades llevaron a los soldados al fuerte al enterarse de que aún resistía a los rebeldes. El propio Novales fue atrapado y escondido debajo de la Puerta Real por soldados españoles.
A las 17:00 horas del 2 de junio Novales, Ruiz y 21 sargentos fueron fusilados en un jardín cercano a la Puerta del Postigo. En sus últimos minutos, Novales declaró que él y sus compañeros deben dar ejemplo de lucha por la libertad. Inicialmente, Mariano también iba a ser ejecutado por ser el hermano de Andrés, pero la multitud pidió su libertad con el argumento de que había salvado al gobierno de ser derrocado. Mariano recibió una pensión mensual de ₱14, pero se volvió loco después de la ejecución.

## Legado
Novales fue un «emperador» autoproclamado y su revolución duró solo un día.